# Flattop

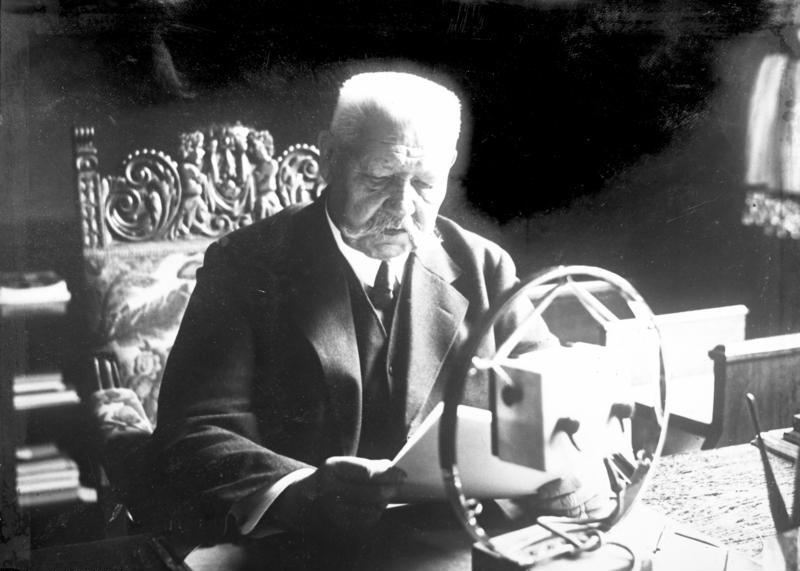
Paul von Hindenburg (1932)

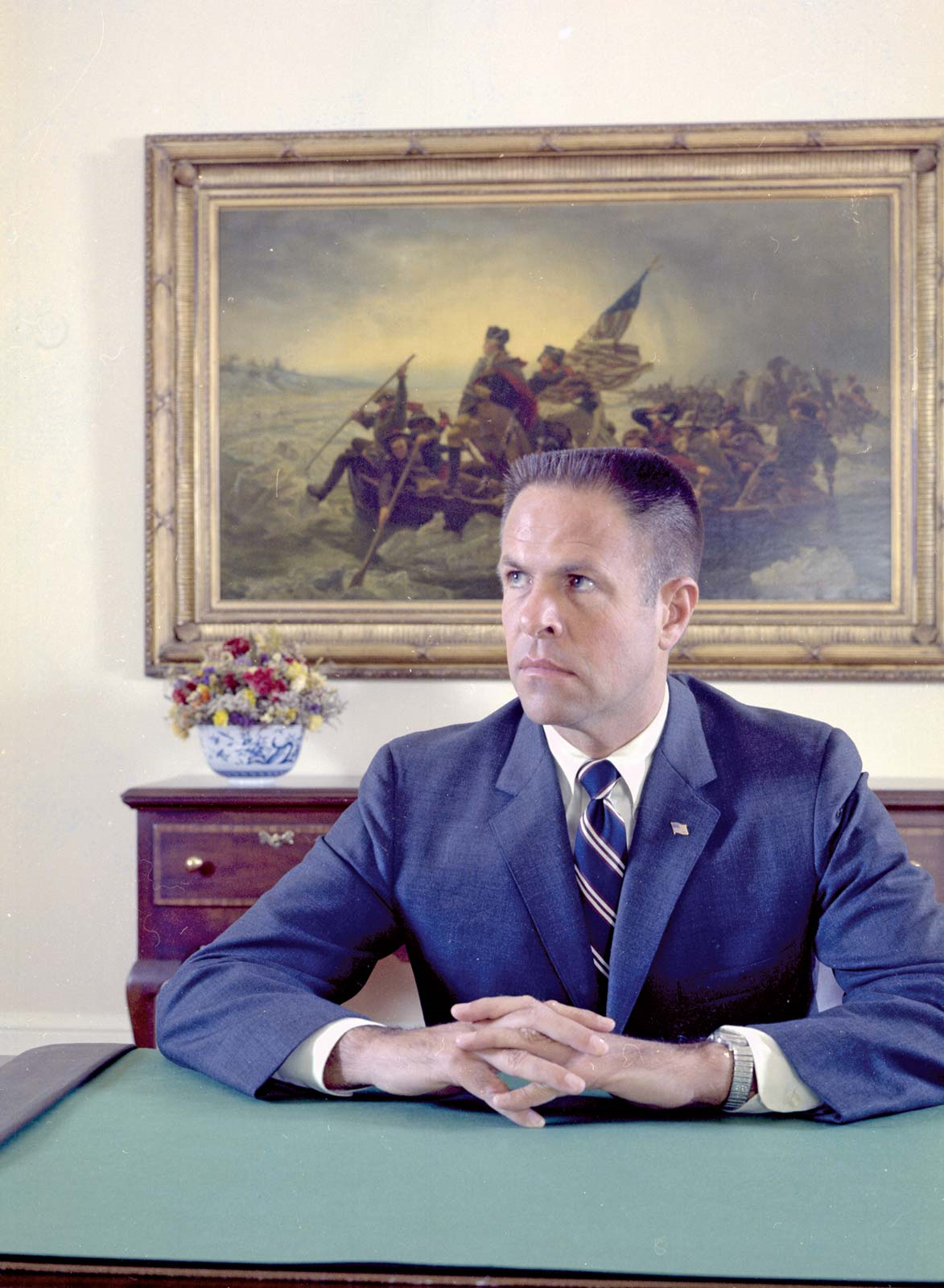
H. R. Haldeman (1971)

Der Flattop (von englisch flat für flach und top für Oberseite) ist eine überwiegend von Männern getragene Bürstenfrisur. Dabei werden die Haare an den Seiten und am Hinterkopf ausrasiert. Die übrigen Haare bilden eine von hinten nach vorne ansteigende Fläche. Oben werden die Haare gegebenenfalls hochgestellt.

## Geschichte
Die Bürstenfrisur war in Deutschland bereits vor der englischen Bezeichnung Flattop gängig. Ein bekannter Vertreter war der deutsche Politiker Paul von Hindenburg. Der Ost-Berliner Schauspieler Lutz Stückrath trug die Frisur als sein Markenzeichen.
In Jugendszenen wie Hip-Hop und Hip-House wurde die Frisur in der zweiten Hälfte der 1980er Jahre durch Rapper wie Tim Dog, Fast Eddie und Kool Rock Steady sowie durch das Comedy-Duo Kid ’n Play bekannt. Insbesondere Christopher „Kid“ Reid verwendete dabei einen Haarschnitt, der gelegentlich sogar die Größe seines eigenen Kopfes übertraf. In EBM- und Psychobilly-Kreisen wird der Flattop häufig sehr schmal rasiert, sodass er einem Irokesenschnitt stark ähnelt.
Bei den Streitkräften der Vereinigten Staaten wird der Flattop oft für die Soldaten verwendet. Viele Prominente der USA wie Harry Robbins Haldeman oder Roger Maris trugen diese Frisur. Auch im Boxsport ist der Flattop häufig anzutreffen. Auch die Sängerin und Schauspielerin Grace Jones trägt einen Flattop.
Der baden-württembergische Ministerpräsident Winfried Kretschmann trägt einen Flattop. Er wurde vom Kabarettisten Mathias Richling parodiert.